# بلانشارد ريان
بلانشارد ريان (بالإنجليزية: Blanchard Ryan)‏ هي ممثلة أمريكية، ولدت في 12 يناير 1967 ببوسطن في الولايات المتحدة. بدأت مشوارها المهني سنة 1998، ومن الجوائز التي نالتها جائزة زحل.

## جوائز
- جائزة زحل

## وصلات خارجية
- بلانشارد ريان على موقع IMDb (الإنجليزية)
- بلانشارد ريان على موقع روتن توميتوز (الإنجليزية)
- بلانشارد ريان على موقع ألو سيني (الفرنسية)
- بلانشارد ريان على موقع أول موفي (الإنجليزية)
- بلانشارد ريان على موقع قاعدة بيانات الأفلام السويدية (السويدية)
- بلانشارد ريان على موقع قاعدة بيانات الفيلم (الإنجليزية)
- بلانشارد ريان على موقع كينوبويسك (الروسية)